# 拉斐尔·洛萨诺
拉斐尔·洛萨诺（西班牙語：Rafael Lozano，1970年1月25日—），西班牙男子拳击运动员。他曾代表西班牙参加1992年、1996年和2000年夏季奥林匹克运动会拳击比赛，获得一枚银牌和一枚铜牌。